# Maria Domenica Melone
Maria Melone, S. F. A. (La Spezia, 16 de agosto de 1964) é uma religiosa franciscana e teóloga especializada na vida e no pensamento de Santo Antônio de Pádua. Desde outubro de 2014, ela tem servido como reitora da Pontifícia Universidade Antonianum de Roma. Ela foi a primeira mulher a dirigir uma universidade pontifícia.

## Biografia
Nascida Maria Domenica Melone, ela se juntou as Irmãs Franciscanas da Bem-Aventurada Ângela de Foligno (Suore Francescane Angeline em italiano) depois de terminar o colegial. Ela tomou seus votos temporários em 1986, e professou seus votos perpétuos em 1991.
Melone tem diversas graduações. Ela se formou em ensino e filosofia da Libera Università Maria SS. Assunta, em 1992. Em seguida, estudou teologia na Pontifícia Universidade Antoniano, graduando-se em 1996.  Concluiu seu doutorado em Filosofia (PhD) na Pontifícia Universidade Antoniano em 2001, sua tese de doutoramento é intitulada O Espírito Santo em 'De Trinitate' de Ricardo de S. Victor".
De 2011 a 2014, Melone foi reitora do Departamento de Teologia da Pontifícia Universidade Antoniano. Em 2014, ela foi eleita pela Congregação para a Educação Católica, como a reitora da Pontifícia Universidade Antoniano. Ela desempenhará um mandato de três anos. É a primeira mulher a dirigir uma universidade pontifícia. Ela foi empossada como reitora em 22 de outubro de 2014.
Melone também serviu como Presidente da Sociedade Italiana para a Pesquisa Teológica.
O Papa Francisco nomeou-a membro da Comissão de Estudo sobre as Mulheres do Diaconato em 2 de agosto de 2016.